# 円山川
円山川（まるやまがわ）は、兵庫県の北東部を流れる一級水系の本流。朝来川（あさごがわ）とも呼ばれる。2012年（平成24年）7月3日、「円山川下流域・周辺水田」がラムサール条約に登録された。
名前の由来ははっきりとしていないが、源流地の朝来市生野町円山の地名に由来する可能性がある。

## 地理
兵庫県の中部、旧播磨国の境界近く朝来市生野町円山（標高641.1m）に源を発して北流。途中養父市、豊岡市を流れ、豊岡市北部で日本海に注ぐ。長さは68kmで兵庫県で5番目、流域面積は1300km2で兵庫県で2番目。
下流域の豊岡盆地は旧但馬国では最大の平地で、穀倉地帯となっている。豊岡盆地の下流部は非常に流れが緩やかで（1万分の1程度の勾配）、河口から17kmの出石川合流付近まで海水が浸入する。そのため、この付近までは鏡のような水面が続き、河原が見られるのはそれより上流となる。18kmには丸石河原がある。
豊岡市内では堤防内の高水域がほぼ民有地で占められており、牧草地や畑となっている。また多くの高水域において柳の木（コリヤナギ）が植えられており、柳行李（やなぎごうり）作りの原料となっている。

## 治水
円山川では1922年（大正11）から1936年（昭和11）にかけて、当時の豊岡町が進めた大豊岡構想のもと、河川改修工事が行われた。工事費用は国費が2／3、県費が1／3であり、工事には周辺の農民が人夫として出役し、昭和恐慌に前後する時代にあって結果的に地域経済を潤すこととなった。
2004年（平成16年）の台風23号では10月20日、堤防が決壊した。死者7人、重傷者23人を出し、住宅8229棟が被害を受けた。
この被害を受けて円山川の河道を掘り下げることになった。豊岡市は、当時日本では飼育個体しかいなくなっていたコウノトリの野生復帰を目指しており、その要請を受けた国土交通省はコウノトリが餌をとれる程度の浅さにするよう薄く広く掘った。堤防はコンクリートブロックで造りつつ、上に土をかぶせて草の繁茂を許した。
2007年（平成19年）には河口から5.5kmほどの中州である簸磯島（ひのそじま）が、治水事業で面積の半分、体積の三分の二が掘削され、全島が湿地もしくは半湿地状態となった。これは事前調査でシッチコモリグモ・ヤナギヌカボ・タコノアシ・ミクリなどの重要な動植物が発見されたのを受けて、全島削除が半島削除に変更されたため。

## 生物相
円山川に生息している生物の種類は多く、近畿地方にある11の一級河川の中でも最も生物相の豊かな河川であるといっても過言ではない。
| 分類群     | 種数 | 順位 |
| ---------- | ---- | ---- |
| 維管束植物 | 806  | 1    |
| 昆虫類     | 1537 | 3    |
| 魚類       | 87   | 3    |
| 鳥類       | 100  | 5    |

### 鳥類
コウノトリ・コハクチョウ・マガン・オオタカ・ノスリ・ハヤブサ・コミミズク・ノゴマ・コムクドリなど。
2005年にコウノトリが放鳥され、円山川全域が狩猟禁止となった。それ以前は、島根県の中海・宍道湖で越冬するコハクチョウ・マガンが通過して行くだけであった。冬に田んぼに水を張る冬季湛田でコハクチョウが越冬するようになり、続いてマガンも越冬するようになった。ヤナギ林・ヨシ原は、鳥類標識調査により渡り鳥の重要な中継地であることが知られており、ツバメの塒としても有名。

### 両生類
コウノトリの食餌となるトノサマガエルが見られる。

### 魚類
簸磯島ではシラウオの産卵が確認されている。ニホンウナギ、キタノメダカ、アユカケ、ドジョウなども見られる。

### 昆虫[9]

#### 鞘翅目
ノコギリクワガタ・ヒラタクワガタ・コクワガタ
- ヤナギの樹液に多く集まる。

オオフタホシマグソコガネ・カドマルエンマコガネ・ダイコクコガネ
- これら糞虫は、1960年代、河川敷に放牧されていたウシの糞に集まっていたが、現在の生息状況は不明。

コアオハナムグリ
- ハマウド（英語版）などの集合花に集まる。

オオヒラタシデムシ・ヤコンオサムシ・セアカオサムシ
- ミミズなどの小動物の死骸を食べ、河川敷で見られる。

カワチゴミムシ
- 丸石河原では、本種をはじめ、大型種から微小種まで様々なゴミムシ類が見られる。

アイヌハンミョウ・コニワハンミョウ・ハンミョウ・エリザハンミョウ・マメハンミョウ
- アイヌハンミョウは丸石河原に多く、中流域に多く生息。コニワハンミョウは、狭い砂地や土のあるところに生息し、中流域から海岸部まで生息。ハンミョウ類は河原などが草地になると生息できなくなるため、適当なかく乱が必要。マメハンミョウの幼虫はイナゴの卵を食べるため多く見られる。

タマムシ
- ケヤキやエノキなどで構成される河畔林に生息。

マイマイカブリ
- 河畔林の林床に生息。

ヤナギハムシ・ヤナギルリハムシ・クルミハムシ・バライロツツハムシ・クロボシツツハムシ・コガタルリハムシ・ヨモギハムシ・アオバネサルハムシ・スキバジンガサハムシ
- ヤナギハムシとヤナギルリハムシはヤナギ類に見られ、葉を食べつくすほど大発生することもある。クルミハムシはオニグルミ、バライロツツハムシ・クロボシツツハムシはノイバラ、コガタルリハムシはギシギシ、ヨモギハムシ・アオバネサルハムシはヨモギ、スキバジンガサハムシはヒルガオ類で見られる。

ジョウカイボン
テントウムシ・ナナホシテントウ・ヒメカメノコテントウ・カメノコテントウ・ハラグロオオテントウ・マクガタテントウ
- アブラムシ食べに集まる。マクガタテントウは小さな河川敷特有の種で、円山川には多い。

#### 膜翅目
ミツバチ・ニッポンヒゲナガハナバチ・クロアナバチ・アシナガバチ

#### 鱗翅目
キアゲハ・ヒメウラナミジャノメ・ベニシジミ・モンシロチョウ・スジグロチョウ・キチョウ・モンキチョウ・キタテハ・コムラサキ・ゴマダラチョウ

#### 直翅目
トノサマバッタ・クルマバッタモドキ・マダラバッタ・コバネイナゴ

#### トンボ目
オオカワトンボ・ハグロトンボ・アオハダトンボ・オナガサナエ・キイロヤマトンボ・ホンサナエ・ヤゴヤサナエ・チョウトンボ・コフキトンボ・ネアカヨシヤンマ・アオヤンマ・マルタンヤンマ・ヤブヤンマ・ヒヌマイトトンボ

### 植物
汽水域の菊屋島には近畿地方、日本海側では最大規模のヨシ原がある。護岸には多くのシオクグが生育している。京都府ではすでに絶滅しているので、近畿地方の日本海側では唯一の生育地となっている。簸磯島ではヒメシロアサザやウスゲチョウジタデが発見されている。隣接する戸島湿地にはコウキヤガラ・ミズアオイ・ヒメシロアサザの群落が見られる。河口から7kmから9kmにかけては、ヤナギ林を含む大規模なヨシ原が見られる。丸石河原には、カワラナデシコ・カワラヨモギ・カワラハハコ・カワラマツバなどが見られる。洪水の後などにはカワラハハコが大群落を作ることがある。カワラサイコは、標本が採集されているが、現在は生育が確認されていない。外来種のシナダレスズメガヤやアレチハナガサなどの比率が高くなってきている。

## 流域の自治体
- 兵庫県
  - 朝来市、養父市、豊岡市

## 主な支流
括弧内は流域の自治体
- 神子畑川（朝来市）
- 与布土川（朝来市）
- 大屋川（養父市）
- 八木川（養父市）
- 稲葉川（豊岡市）
- 出石川（豊岡市）
- 戸牧川（豊岡市）
- 六方川（豊岡市）
- 前川・奈佐川（豊岡市）
- 大谿川（豊岡市）

## 並行・横断する交通

### 並行する鉄道
- JR西日本播但線（生野駅～和田山駅間）
- JR西日本山陰本線（和田山駅～城崎温泉駅間）

### 横断する鉄道
- 京都丹後鉄道宮豊線（円山川橋りょう・豊岡駅～コウノトリの郷駅間）

### 道路
- 国道312号
- 播但連絡道路
- 国道9号（国道312号との重複区間）

## その他

### 流域の観光地
- 玄武洞（兵庫県豊岡市赤石）
- 城崎温泉（兵庫県豊岡市城崎町湯島）
- 生野銀山跡 （兵庫県朝来市生野町）

### イメージキャラクター
豊岡河川国道事務所では、「ぷるるん」と名づけられた円山川の精霊のキャラクターを子供向けの河川PR事業に利用している。